# Wiedźmin
Wiedźmin – cykl książek polskiego pisarza fantasy Andrzeja Sapkowskiego i oparta na nim franczyza medialna oraz rodzaj najemnego łowcy potworów, który dał im nazwę.
Tytułowi wiedźmini zajmują się odpłatnym zabijaniem potworów zagrażających bezpieczeństwu ludzi żyjących w świecie wiedźmina. Głównym bohaterem cyklu jest wiedźmin Geralt z Rivii.
Na podstawie książek powstały m.in. serial Wiedźmin z 2002 roku, serial Netflixa Wiedźmin (2019), komiksy, słuchowiska, musical oraz gry komputerowe – Wiedźmin, Wiedźmin 2: Zabójcy królów i Wiedźmin 3: Dziki Gon.

## Cykl książek

### Opowiadania
Cykl wiedźmiński (jeszcze wówczas nie planowany przez autora) zaczął się jako seria opowiadań, pierwotnie publikowanych na łamach miesięcznika „Fantastyka”. Były głównie nowymi wersjami znanych legend i baśni (nazywanymi wersjami postmodernistycznymi; sam autor w wywiadach twierdzi, że pisząc opowiadania jako metodę twórczą wybrał euhemeryzację baśni).
Pierwszym z nich było opowiadanie Wiedźmin z grudnia 1986 roku, napisane na konkurs „Fantastyki”, w którym zajęło III miejsce.
Kolejne opowiadanie Droga, z której się nie wraca (niezwiązane bezpośrednio z postacią Geralta z Rivii) ukazało się w sierpniowym numerze pisma w 1988 roku. Początkowo autor nie chciał nawiązywać w nim do cyklu ze świata wiedźmina, jednak kiedy cykl ten zaczął powstawać, pojawiły się w nim nawiązania do fabuły tego opowiadania. Jak wspomina pisarz, kiedy Droga, z której się nie wraca po raz pierwszy ukazała się na łamach „Fantastyki”, dokonano poprawek redaktorskich bez zgody samego Sapkowskiego (pierwotna wersja opowiadania została później opublikowana w zbiorze Coś się kończy, coś się zaczyna).
Pierwsze cztery opowiadania o Geralcie oraz Droga, z której się nie wraca, ukazały się w zbiorze opowiadań Wiedźmin, który został opublikowany nakładem wydawnictwa Reporter. Później trzynaście opowiadań wiedźmińskich ukazało się w dwóch zbiorach wydawnictwa SuperNowa – Ostatnie życzenie oraz Miecz przeznaczenia. Dwa opowiadania pośrednio związane z cyklem – Droga, z której się nie wraca oraz Coś się kończy, coś się zaczyna (opowiadanie-żart, opublikowane w 1994 w fanzinie „Czerwony Karzeł”, mylnie odczytywane przez niektórych jako alternatywne zakończenie sagi o wiedźminie) znaleźć można w przywołanym wcześniej zbiorze Coś się kończy, coś się zaczyna.
W 2002 roku, nakładem wydawnictwa Libros, 15 opowiadań zostało wydanych w dwóch tomach jako Opowieści o wiedźminie.

### Saga o wiedźminie
„Saga o wiedźminie” to pięć powieści o wiedźminie Geralcie (Krew elfów, Czas pogardy, Chrzest ognia, Wieża Jaskółki, Pani Jeziora), w których Sapkowski łączy wiele wątków rozpoczętych w opowiadaniach oraz dodaje nowe. Oprócz samego wiedźmina, główną bohaterką jest również Ciri – dziecko-niespodzianka znane już z opowiadań. Nazwa „Saga o wiedźminie” została nadana przez wydawcę – Sapkowski zamierzał nazwać sagę „Krew elfów”, zaś pierwszy tom miał być pierwotnie zatytułowany Lwiątko.

### Sezon burz
W wywiadzie dla Radia Gdańsk (20 stycznia 2012), Sapkowski zapowiedział kontynuację wiedźmińskich przygód. Jako orientacyjną datę publikacji podał co najmniej rok lub dwa oczekiwania. Sezon burz został opublikowany 6 listopada 2013.

### Rozdroże kruków
W 2024 podano, że Sapkowski skończył pracę nad nową książką, będącą prequelem serii. Powieść wydano 29 listopada 2024.

### Lista książek

#### Zbiory opowiadań
- Wiedźmin (REPORTER 1990; wszystkie opowiadania z tego zbioru zawarte są też w trzech zbiorach wydawnictwa SuperNOWA)
- Miecz Przeznaczenia (SuperNOWA 1992)
- Ostatnie życzenie (SuperNOWA 1993)
- Coś się kończy, coś się zaczyna (SuperNOWA 2000; zawiera dwa opowiadania luźno związane z cyklem wiedźmińskim)

#### Tzw. saga o wiedźminie
- Krew elfów (SuperNOWA 1994)
- Czas pogardy (SuperNOWA 1995)
- Chrzest ognia (SuperNOWA 1996)
- Wieża Jaskółki (SuperNOWA 1997)
- Pani Jeziora (SuperNOWA 1999)

#### Powieści poza sagą
- Sezon burz (SuperNOWA 2013)
- Rozdroże kruków (SuperNOWA 2024)

## Główne postacie

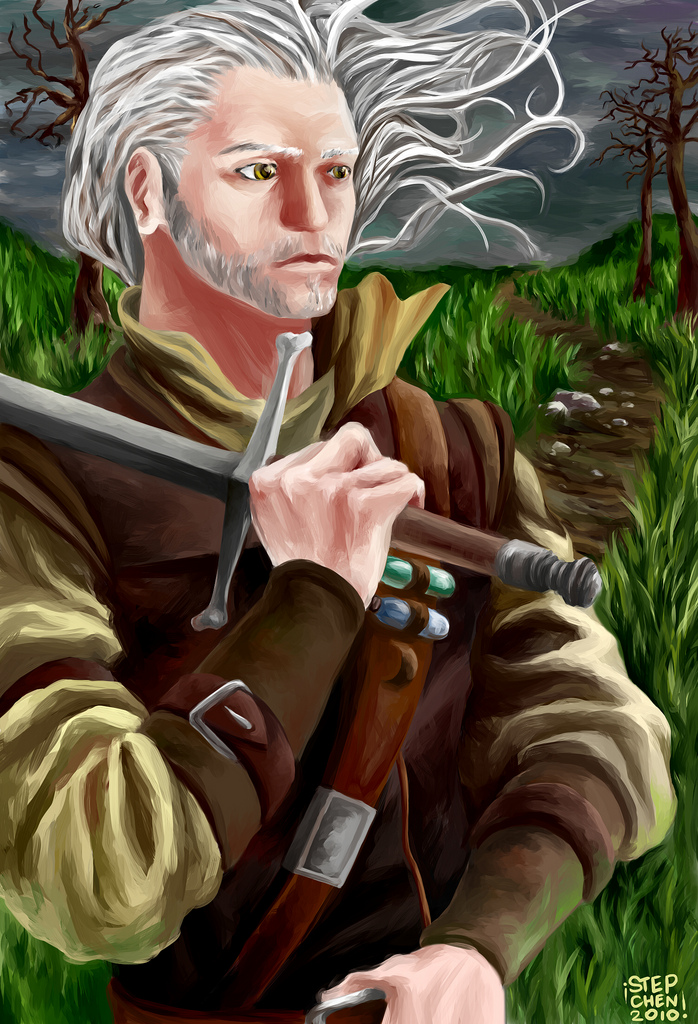
Geralt z Rivii, tytułowy wiedźmin

### Geralt z Rivii
Geralt z Rivii jest wiedźminem, głównym bohaterem cyklu.

### Ciri
Ciri jest księżniczką Cintry i przybraną córką Geralta i Yennefer.

### Yennefer z Vengerbergu
Yennefer jest czarodziejką, ukochaną Geralta i przybraną matką Ciri.

### Jaskier
Jaskier to bard, będący przyjacielem Geralta.

### Triss Merigold
Triss to czarodziejka, przyjaciółka Yennefer, Geralta i Ciri.

## Świat przedstawiony
Świat przedstawiony utworów o wiedźminie obejmuje bezimienną planetę na którą ludzie przybyli z innego świata, a także inne światy równoległe, m.in. świat elfów Aen Elle, do których przenosi się, dzięki jej zdolnościom, Ciri.

### Geografia
Znany jest tylko niewielki fragment świata wiedźmina, obejmujący liczne królestwa na północy i Cesarstwo Nilfgaardu na południu.

### Wiedźmini

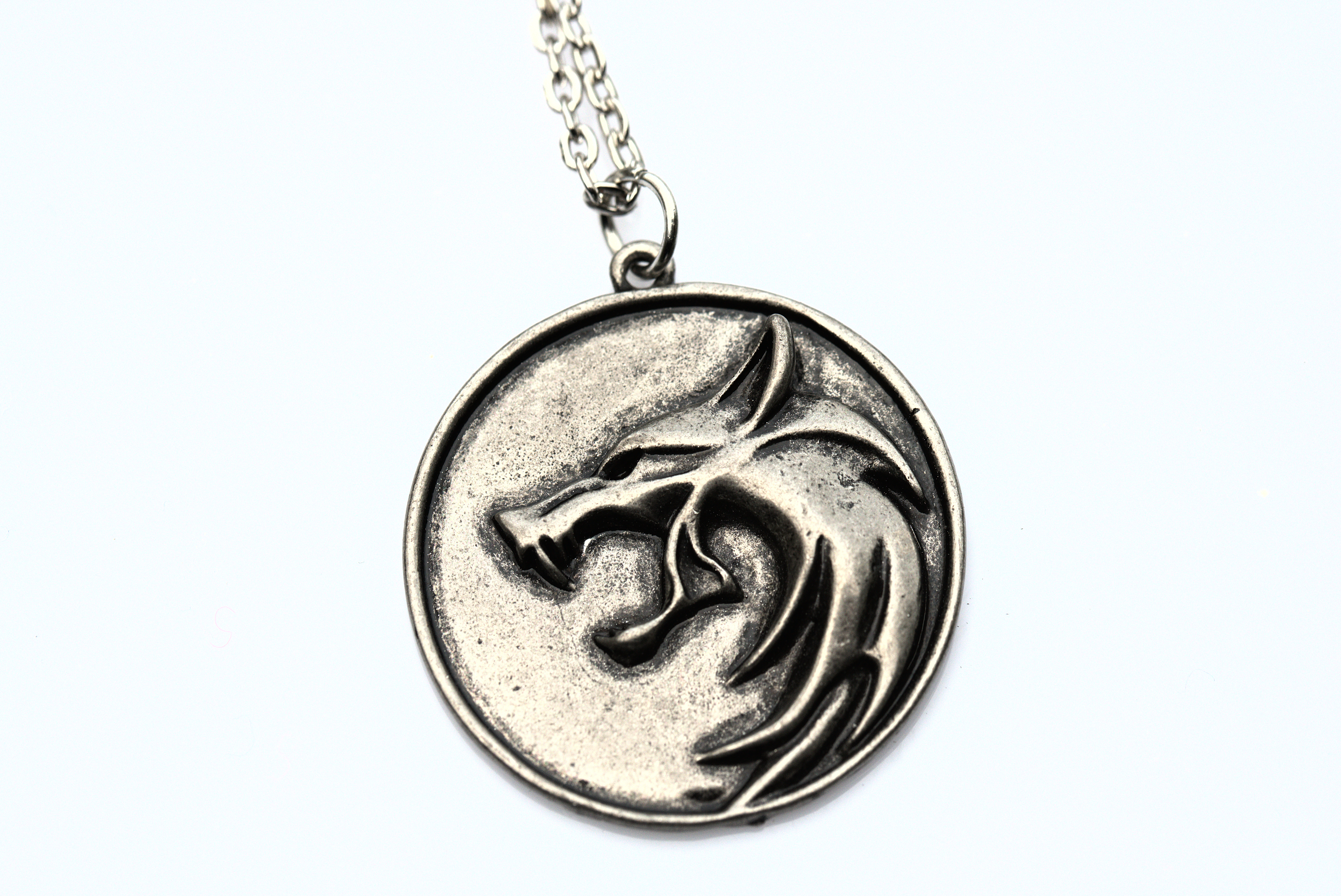
Medalion wiedźmiński z serialowej adaptacji Netfliksa

Oprócz Geralta, wiedźminami w książkach Sapkowskiego byli: Vesemir, Eskel, Lambert i Coën. Ciri została przeszkolona w wiedźmińskim stylu walki i była nazywana wiedźminką, ale nie została poddana Próbie Traw.

#### Eskel
Eskel był wiedźminem, przyjacielem Geralta z lat dziecięcych, podobnym mu wiekiem i wyglądem (z wyjątkiem koloru włosów). Miał nieprzyjemną, metaliczną barwę głosu, a jego twarz szpeciła długa półokrągła blizna. Pierwszy raz jest o nim mowa w pierwszym tomie sagi (Krew elfów). Następnie pojawia się w wizji Ciri na pustyni Korath, prowadzony na szafot.
Poza cyklem wiedźmińskim, Eskel przybywa z Vesemirem na ślub Geralta i Yennefer w opowiadaniu Coś się kończy, coś się zaczyna.
Z Rozdroża kruków dowiadujemy się, że pierwotnie nazywał się Esau Kelly Kaminski, a imię Eskel stworzył sam, łącząc pierwsze sylaby swoich imion. Nazwiska „nie polubił".
W grze komputerowej Wiedźmin głos pod Eskela podkłada Piotr Warszawski.
Eskel pojawia się również w grze komputerowej Wiedźmin 3: Dziki Gon.

#### Vesemir
Vesemir był najstarszym (w sadze określonym jako: „kto wie, czy nie starszy niż Kaer Morhen”) wiedźminem z Kaer Morhen. Mistrz miecza, nauczyciel szermierki, przekazywał Ciri swoją wiedzę o potworach. Nosił siwą brodę. Spięty i zakłopotany w obecności Triss Merigold. Geralt w rozmowie z Iolą mówi, że Vesemir był jego (przybranym) ojcem. Pojawia się w wizji Ciri na pustyni Korath, prowadzony na szafot.
Poza cyklem wiedźmińskim, Vesemir przybywa z Eskelem na ślub Geralta i Yennefer w opowiadaniu Coś się kończy, coś się zaczyna.
W serialu i filmie Wiedźmin Vesemir, grany przez Jerzego Nowaka, jest kapłanem.
W grze komputerowej „Wiedźmin” jest jedną z pierwszych postaci pojawiających się w grze. Przyprowadza nieprzytomnego po spotkaniu z Dzikim Gonem Geralta, a następnie uczestniczy w obronie Kaer Morhen przeciwko bandytom Salamandry pod wodzą Azara Javeda. Występuje również w przygodzie „Cena neutralności” dodanej w Edycji Rozszerzonej do gry. Głosu w obu przypadkach użyczył mu Miłogost Reczek.

#### Lambert
Lambert był najmłodszym z wiedźminów przebywających w Kaer Morhen. Chłodny i opryskliwy, szczególnie wobec Triss Merigold. Prowadził fizyczne szkolenia Ciri. Pojawia się w jej wizji na pustyni Korath, prowadzony na szafot.
Lambert jest głównym bohaterem niezależnego filmu Pół wieku poezji później, pojawia się w serii gier Wiedźmin.

#### Coën
Coën był wiedźminem nieco starszym od Lamberta. Pochodził z Poviss. Nosił krótką, czarną brodę, na jego twarzy widniały blizny po przebytej ospie. Miał bardzo jasne, żółtozielone tęczówki i pocięte czerwonymi niteczkami soczewki (skutek uboczny Próby Traw). Kiedy Geralt przybywa do Kaer Morhen z Ciri, Coën zimuje w warowni po raz pierwszy. Prowadził szkolenia Ciri, odnosił się do niej przyjaźnie, czasem się z nią bawił. Pojawia się w jej wizji na pustyni Korath, prowadzony na szafot. Coën zginął w bitwie pod Brenną.

## Adaptacje

### Komiksy
W latach 1993–1995 na podstawie opowiadań Sapkowskiego powstało sześć komiksów autorstwa Bogusława Polcha (grafika) i Macieja Parowskiego oraz samego Sapkowskiego (scenariusz). Ich tytuły to:
- Droga bez powrotu (na podstawie opowiadania Droga, z której się nie wraca)
- Geralt (na podstawie opowiadania Wiedźmin)
- Mniejsze zło (na podstawie opowiadania o tym samym tytule)
- Ostatnie życzenie (na podstawie opowiadania o tym samym tytule)
- Granica możliwości (na podstawie opowiadania o tym samym tytule)
- Zdrada (jedyny komiks, który nie powstał na podstawie opowiadania, opowiadający o młodości Geralta)

Zapowiedziana została także nowa adaptacja autorstwa Przemysława Truścińskiego.
W 2011 roku w dwóch kolejnych numerach magazynu Komiksowe hity ukazał się komiks Racja Stanu, autorstwa Michała Gałka (scenariusz) oraz Arkadiusza Klimka i Łukasza Pollera (grafika).
Od 2014 roku publikowane są nakładem wydawnictwa Dark Horse komiksy ze scenariuszem Paula Tobina:
- Dom ze szkła (bazujący na serii gier)
- Dzieci lisicy (adaptujący część Sezonu burz)
- Klątwa kruków (bazujący na serii gier)[8]
- Córka płomienia (bazujący na serii gier)

### Film i serial polski
W 1988 roku prawa do ekranizacji opowiadania Wiedźmin zakupił Zespół Filmowy Oko. W grudniu 1989 roku powstał krótki szkic scenariusza autorstwa Dariusza Romanowskiego, jednak do realizacji filmu nie doszło.
Wiedźmin doczekał się ekranizacji w 2001 roku. Reżyserem filmu był Marek Brodzki. Scenariusz napisał Michał Szczerbic, który pod koniec wycofał się z produkcji. Rolę tytułową powierzono Michałowi Żebrowskiemu. Muzykę skomponował Grzegorz Ciechowski. Film został stworzony jako dodatkowy efekt prac nad serialem telewizyjnym, którego premiera miała miejsce jesienią 2002 roku.

### Serial Netfliksa i jego prequele
17 maja 2017 roku Netflix ogłosił, że wyprodukuje serial będący ekranizacją utworów Andrzeja Sapkowskiego. Pisarz został konsultantem kreatywnym, a jednym z producentów oprócz Lauren Schmidt Hissrich został Tomasz Bagiński. Premiera odbyła się 20 grudnia 2019.
Po opóźnieniu wywołanym pandemią koronawirusa drugą serię zaczęto realizować w Wielkiej Brytanii latem 2020. Premiera odbyła się 17.12.2021. Pierwsza część trzeciej serii miała premierę 29 czerwca 2023 roku, a druga 27 lipca 2023.
Oprócz serialu Wiedźmin platforma zamówiła kolejne produkcje osadzone w uniwersum Wiedźmina. Pierwsza, to film animowany Wiedźmin: Zmora Wilka, który premierę miał 23 sierpnia 2021, zaś druga - aktorski Wiedźmin: Rodowód krwi – czteroodcinkowy prequel Wiedźmina. Akcja serialu rozgrywa się 1200 lat przed wydarzeniami z sagi o Geralcie, a głównym bohaterem jest pierwszy wiedźmin. Premiera odbyła się 25 grudnia 2022 roku.
W 2025 roku pojawił się film animowany Wiedźmin: Syreny z głębin. Pierwotnie jego premiera miała nastąpić w 2024 roku. Film opiera się na opowiadaniu Trochę poświęcenia ze zbioru Miecz przeznaczenia.

### Gry fabularne
W roku 2001 nakładem wydawnictwa Mag ukazała się gra fabularna Wiedźmin: Gra wyobraźni na podstawie książek Sapkowskiego. Gra ta, mimo wielu zarzutów ze strony fanów tego typu zabawy, zdobyła sobie niemałą popularność w Polsce. Postanowiono jednak poprawić błędy pierwotnej wersji systemu rozgrywki, w związku z czym prowadzono prace nad drugą wersję gry.
W roku 2018 nakładem wydawnictwa R. Talsorian Games wyszła druga gra fabularna w świecie Wiedźmina, The Witcher RPG. Polskim wydawcą przekładu gry oraz jej linii wydawniczej jest Copernicus Corporation.

### Gry komputerowe
CD Projekt Red stworzył na podstawie prozy Sapkowskiego serię gier komputerowych obejmującą trzy gry fabularne: Wiedźmin, Wiedźmin 2: Zabójcy królów i Wiedźmin 3: Dziki Gon oraz szereg spin-offów. W produkcji jest gra Wiedźmin IV.

#### Wiedźmin
Głównym bohaterem jest Geralt z Rivii. Akcja została umiejscowiona po wydarzeniach znanych z książki. Zarys fabularny, w początkowym etapie prac, zaakceptował Andrzej Sapkowski, ale nie brał on udziału w pracach nad grą. Na potrzeby reklamy gry, zespół Vader stworzył utwór pod tytułem „Sword of the Witcher”, w którego teledysku wykorzystywane są fragmenty gry. Wiedźmin miał trafić również na konsolę Xbox 360 oraz PlayStation 3 pod zmienioną nazwą – Wiedźmin: Powrót Białego Wilka. Projekt został jednak zawieszony z powodu kryzysu finansowego.

#### Wiedźmin 2: Zabójcy królów
Kontynuacja gry Wiedźmin. Miała ona swoją premierę 17 maja 2011 roku. Tak jak poprzednia część opowiada historię Geralta.

#### Wiedźmin 3: Dziki Gon
Oficjalna zapowiedź ukazała się 5 lutego 2013 roku. Informacje dotyczące gry opublikowała amerykańska strona miesięcznika „Game Informer” w którym „Wiedźmin 3” znalazł się na okładce numeru z marca 2013 roku. Gra miała swoją premierę 19 maja 2015 roku.

#### MUD
Świat Wiedźmina jest jedną z dwóch domen (światów) Arkadii – największego polskiego MUD-a (tekstowej gry MMORPG). Jest również jedyną domeną MUD-a Vatt'ghern.

#### Gra internetowa
9 lipca 2008 roku pojawiła się ostateczna wersja gry internetowej The Witcher: Versus produkcji CD Projekt Red oraz One2tribe. Można się w niej wcielić w wiedźmina, czarodziejkę lub przerazę. Zdobywając kolejne poziomy dostajemy punkty talentu, które przeznaczamy na nowe umiejętności, odblokowujemy możliwość kupna nowych przedmiotów. 31 maja 2012 roku wskutek zakończenia współpracy między CD Projekt Red a one2tribe gra została oficjalnie zamknięta.

#### Gra na telefon komórkowy
W 2007 roku studio Breakpoint wydało grę napisaną w języku Java przeznaczoną na telefony komórkowe: Wiedźmin: Krwawy szlak (wydana także w wersji anglojęzycznej jako The Witcher: Crimson Trail). Jest to gra akcji, w której gracz wciela się w wiedźmina Geralta. Używając kombinacji ciosów i wiedźmińskich znaków przedziera się przez kolejne poziomy, zabijając potwory. Gra nie jest bezpośrednio powiązana fabularnie z cyklem wiedźmińskim. Wiadomo tylko tyle, że fabuła w niej przedstawiona osadzona jest zaraz po zakończeniu treningu młodego wiedźmina Geralta.

### Gry karciane
W styczniu 2007 Wydawnictwo Kuźnia Gier zostało wybrane przez CD Projekt Red Studio, do stworzenia dwóch kompletnych gier karcianych towarzyszących produkcji gry komputerowej Wiedźmin. Wiedźmin – gra promocyjna dołączana była do edycji kolekcjonerskiej gry komputerowej, zaś Wiedźmin: Przygodowa Gra Karciana ukazała się w październiku 2007 i jest niezależną grą dla 2 do 4 osób (trafiła do normalnej sprzedaży 8 października 2007). Za przygotowanie obu gier odpowiadało krakowskie wydawnictwo Kuźnia Gier, a ich autorami byli: Magdalena Madej-Reputakowska, Maciej Reputakowski, Michał Stachyra, Maciej Zasowski.

### Gra planszowa
W 2014 wydana została gra planszowa Wiedźmin: Gra Przygodowa zaprojektowana przez Ignacego Trzewiczka. Później wydana została też wersja elektroniczna tej gry.

### Muzyka
Irlandzki piosenkarz Gavin Dunne, autor projektu Miracle of Sound, wydał następujące piosenki związane z uniwersum wiedźmina:
- Silver and Steel – album „Level 2”, piosenka oparta na grze Wiedźmin 2: Zabójcy królów
- Wake the White Wolf – album „Level 5”, piosenka oparta na Dzikim Gonie[31]
- Lady of Worlds – singiel opowiadający o postaci Ciri[32]
- Skellige Winds – singiel opowiadający o wyspach Skellige i ich mieszkańcach[33]
- The Path – singiel na podstawie Krwi i wina; piosenka jest swoistym „pożegnaniem” z Geraltem po tym jak CD Projekt Red ogłosił, iż wspomniany dodatek będzie ostatnią grą o Wiedźminie[34]

Polski zespół Vader wydał utwór zatytułowany Sword of the Witcher.

### Monety kolekcjonerskie
W 2019 roku pojawiły się pierwsze monety kolekcjonerskie wydane przy współpracy Mennicy Gdańskiej i Andrzeja Sapkowskiego. Planowanych jest 8 emisji monet, z których każda odpowiada kolejnemu opowiadaniu. W każdej emisji ukazują się dwie srebrne monety: 2 uncjowa oraz 1 kilogramowa. Pierwsze monety z serii przedstawiają wydarzenia ze zbioru opowiadań "Ostatnie Życzenie".

## Nawiązania w literaturze

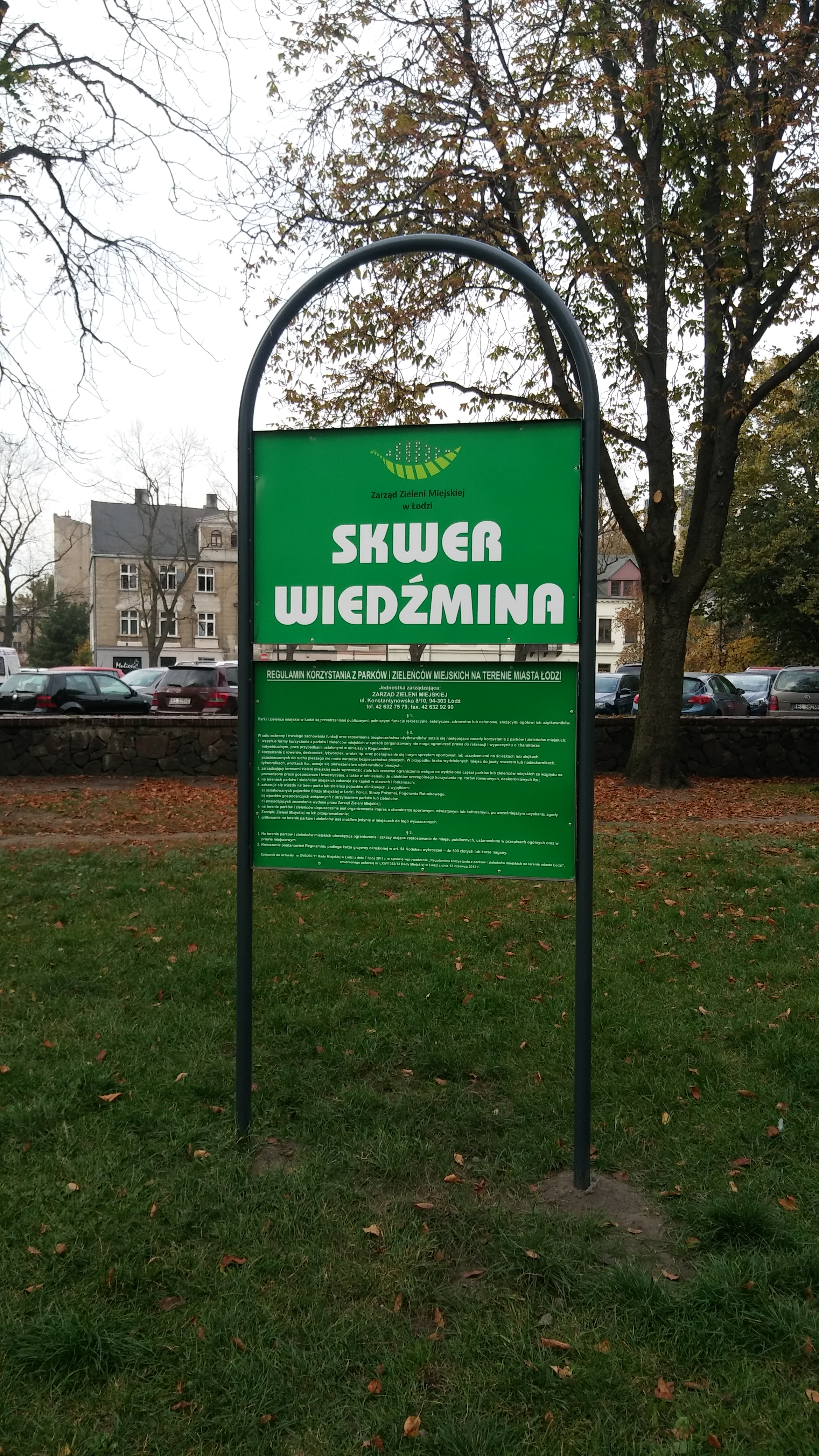
Skwer Wiedźmina w Łodzi

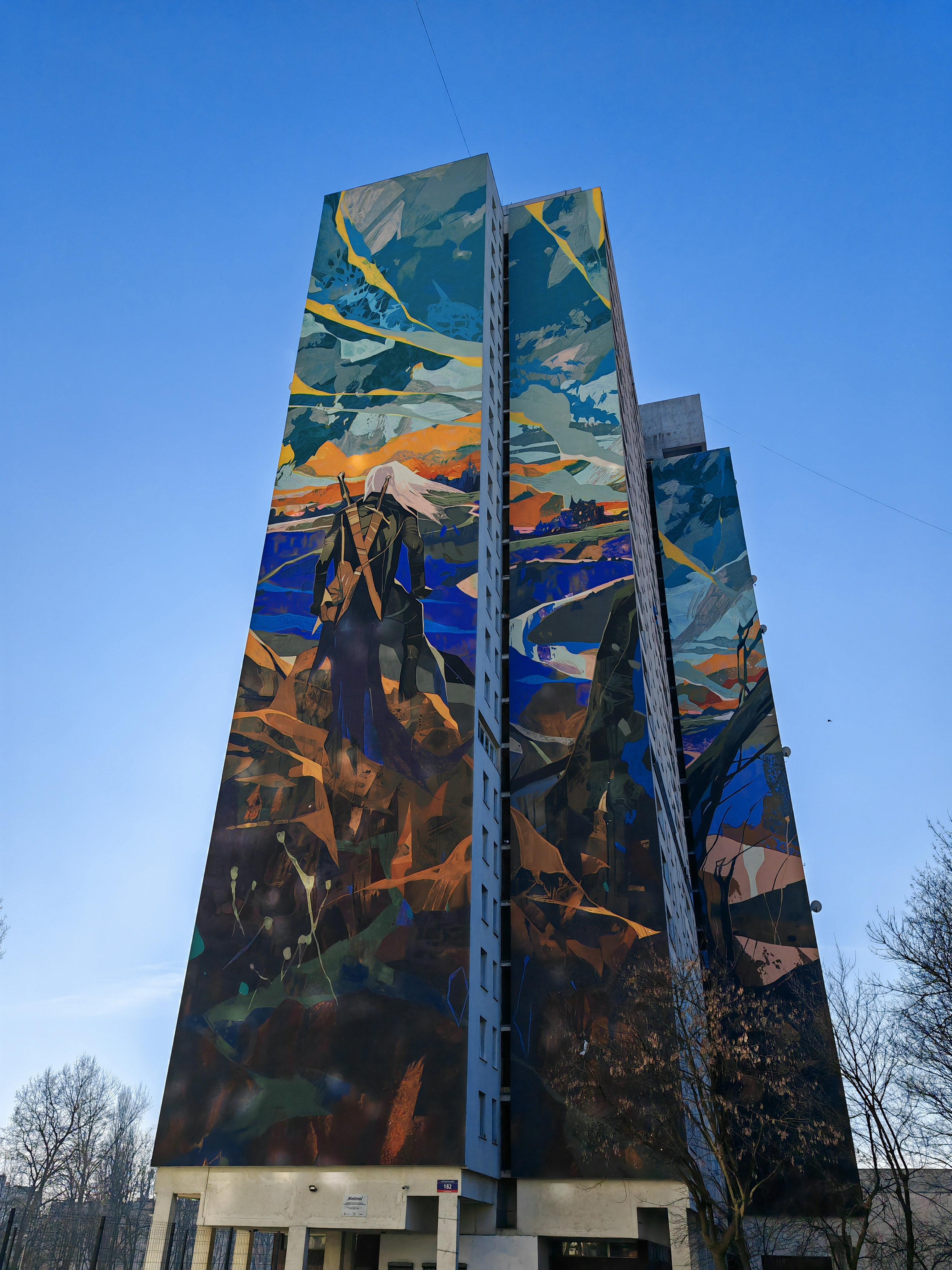
Mural Wiedźmina w Łodzi

Do motywu wiedźmina nawiązywali m.in.
- Tomasz Pacyński w postapokaliptycznej powieści Wrzesień (2002) – na skutek wojny wywołanej przez polskich nacjonalistów, Polska pada łupem nowych rozbiorów. Bohater powieści, Wagner, prowadzi partyzancką walkę z czołgami, helikopterami i innymi maszynami najeźdźców. Konstruuje sobie także wiedźmiński kodeks.
- Ukraiński pisarz Władimir Wasiljew w powieści Wiedźmin z Wielkiego Kijowa (2002) – w odległej przyszłości ludzie żyją w świecie inteligentnych maszyn – koparek, ciężarówek itd., które czasem się buntują. Ich zwalczaniem zajmuje się wiedźmin.
- Nawiązanie a właściwie zaczerpnięcie tematu ma miejsce w książce Arivald z Wybrzeża autorstwa Jacka Piekary. W ostatnim opowiadaniu pojawia się wiedźmin.
- Pod koniec jednej z książek Andrzeja Pilipiuka zamieszczone jest opowiadanie fanowskie autorstwa Michała Smyka pt. Wieśmin. Tytułowy bohater zabija w nim niejaką Literaturlę. Opowiadanie jest parodią samej koncepcji Wiedźmina.
- Rafał A. Ziemkiewicz napisał opowiadanie Koszt uzyskania opowiadające o Miedźwinie[37].
- W książkach Olgi Gromyko o wiedźmie Wolsze Rednej kilkukrotnie pojawia się wzmianka o wiedźminach.
- W 2013 ukazały się Opowieści ze świata Wiedźmina, zbiór opowiadań rosyjskich i ukraińskich pisarzy fantasy umiejscowionych w świecie wiedźmina, a ich bohaterami są znane z tego świata postaci: Jaskier, Geralt i czarodziejki[38][39].
- W 2017 roku pojawił się zbiór opowiadań Wiedźmin. Szpony i kły, który zawiera historie wyłonione w konkursie zorganizowanym przez Nową Fantastykę[40].

## Inne nawiązania
Wiedźmin pojawił się także:
- w nazwie skweru w Łodzi[41],
- w sitcomie „Daleko od noszy” (odcinek 83) oraz „Daleko od noszy. Reanimacja” (odcinek 6). W obu odcinkach w rolę Wiedźmina wcielił się Daniel Olbrychski[42],
- na muralu w Łodzi przy ulicy Piotrkowskiej 182, niedaleko skrzyżowania z trasą WZ[43].